# Ворикшир
Ворикшир (енгл. Warwickshire) је грофовија у централној Енглеској, у региону Западни Мидлендс. Граничи се са грофовијама: Западни Мидлендс, Стафордшир, Лестершир, Нортхемптоншир, Оксфордшир, Глостершир и Вустершир. Главни град је Ворик, а највећи Нанитон.
Највећи део становништва живи у северним и централним деловима грофовије. То су традиционална индустријска подручја позната по рудницима угља, производњи текстила, цемента и машина. Данас ове привредне гране замењује ситна индустрија, услуге и туризам. Јужни део Ворикшира је слабије насељен и углавном је пољопривредни. Западни део грофовије је некада био покривен Арденском шумом која је посечена у периоду од 17. до 19. века у време Индустријске револуције.

## Администрација
Веће грофовије окупља пет управних јединица (Западни Ворикшир, Нанитон и Бедворт, Рагби, Ворик, Стратфорд на Ејвону).
До 1974, када је дефинисана садашња територија Ворикшира, она је обухватало градове Ковентри и Манчестер.